# Герб Шахтарського
Герб Шахтарського — один з офіційних символів міста Шахтарського Синельниківського району Дніпропетровської області. Автор герба — Г. Г. Перунков.
Затверджений рішенням міської ради від 21 травня 2004 року № 54-23/XXIV.

## Опис
Щит розтятий лазуровим та зеленим. На щиті — золота яблунева гілка зі срібними квітками перев'язана праворуч і золотий відбійний молоток у перев'язаний ліворуч в косий хрест, на чорній базі срібна дата — 1954.

## Символіка
Яблуневий цвіт, що з'являється у травні, натякав на назву міста. Відбійний молоток уособлює нелегку працю шахтарів, які разом із сім'ями складають більшість мешканців міста. Лазуровій колір в гербі символізує мирне українське небо, зелений — весняну траву і життя, чорний — вугілля, яке тут видобувають.